# Samiano
Samiano es una localidad y una Entidad Local Menor perteneciente al municipio de Condado de Treviño, Burgos (España). Está situada en la comarca de Ebro.

## Datos generales
Su Alcalde pedáneo (2007-2011) es María Aránzazu Vázquez Estrella de la Agrupación de Electores de Samiano (AESAMIANO)
Tiene una extensión superficial de 1,37 km².
En la carretera CL-127, a 9 km al este de la capital del municipio, Treviño, junto a Torre y Argote, bañada por el río Ayuda.

## Demografía
Evolución de la población
| Gráfica de evolución demográfica de Samiano entre 2000 y 2017      |
|                                                                    |
| Población de derecho (2000-2017) según el padrón municipal del INE |

## Historia

### Antiguo Régimen
Antes de la creación de los ayuntamientos constitucionales estaba incluida en la Cuadrilla de Rio Somoayuda.
Así se describe a Samiano en el tomo XIII del Diccionario geográfico-estadístico-histórico de España y sus posesiones de Ultramar, obra impulsada por Pascual Madoz a mediados del siglo XIX:

Lugar en la provincia, audiencia territorial, capitanía general de Burgos (19 leguas), partido judicial de Miranda de Ebro (5 ½), diócesis de Calahorra (16), ayuntamiento y condado de Treviño (1 ½). Situado en un llano, al pie de un pequeño monte, con buena ventilación, y clima frío pero saludable. Tiene varias casas, y una iglesia parroquial (San Juan Apóstol y Evangelista) servida por un cura párroco y un sacristán, cuyo curato provee el ordinario en hijos patrimoniales. El término confina N Ogueta; E Fuidio; S Mesanza, y O Torre. El terreno es quebrado, de mediana calidad; le fertiliza un río sobre el cual hay un pontón y un arroyuelo que pasa por la población; contiene canteras de donde se extraen piedras de molino; y le cruzan varios caminos locales. Producciones: cereales, legumbres, lino y patatas; cría ganado lanar y mular, caza de perdices y codornices, y pesca de truchas y anguilas. Población: 4 vecinos, 15 almas. Capital productivo: 9.400 reales. Imponible: 287.
Diccionario geográfico-estadístico-histórico de España y sus posesiones de Ultramar

### sigloXXI
El Pleno del Ayuntamiento de Condado de Treviño, en sesión celebrada el 20 de junio de 2003, acuerda iniciar el expediente de constitución en Entidad Local Menor, una vez acreditada la existencia de patrimonio suficiente para garantizar el cumplimiento de sus fines. Así como de bienes, derechos o intereses peculiares y propios de los vecinos y distintos a los comunes al municipio de Condado de Treviño que justifican la creación de una organización administrativa descentralizada.

## Elementos de interés
Núcleo rural con pervivencia del trazado medieval, agrupado a lo largo de su calle principal. Edificios de gran volumen, en general aislados, con grandes aleros. Iglesia en el borde.
Lavadero tradicional cubierto.
Iglesia de Nuestra Señora de la Asunción,de una nave, planta rectangular. Pórtico con dos arcos de medio punto. Torre con campanario, rematado por tejado piramidal y reloj de sol (siglo XVIII). Sacristía y cementerio adosados. restops de canes en alero, Fábrica de sillería y mampostería.
Arquitectura popular, conjunto de casas tradicionales de planta rectangular en mampostería, sillería en recercado de huecos, esquinas e impostas. Dos plantas y desván.

## Hijos Ilustres
- Santiago María Ramírez de Dulanto O.P. (Samiano, 25 de julio de 1891 - Salamanca, 18 de diciembre de 1967) . Dominico español

## Disposiciones legales
ACUERDO 33/2007, de 15 de marzo, de la Junta de Castilla y León, por el que se autoriza la constitución en Entidad Local Menor al núcleo de población de Samiano, perteneciente al municipio de Condado de Treviño. 
El pleno de la corporación municipal acuerda delegar el servicio domiciliario de agua potable así como el de alcantarillado a esta nueva Junta Vecinal Acuerdo de 18 de enero de 2008\Boletín Provincia (enlace roto disponible en Internet Archive; véase el historial, la primera versión y la última).